# John De Andrea
John De Andrea, född 24 november 1941 i Denver i Colorado i USA, är en amerikansk skulptör.
John De Andrea utbildade sig 1961-65 på University of Colorado i Boulder och 1966-68 på University of New Mexico i Albuquerque. Han hade sin första separatutställning 1970 på O.K.Harris Gallery i New York.
Han har huvudsakligen gjort sig känd för sina hyperrealistiska skulpturer av nakna människor i naturlig storlek. Skulpturerna är gjorda efter levande modell genom avgjutning och därefter målade. John De Andrea menar sig vilja göra sina skulpturer till förväxling lika verkliga människor och att de skall förefalla att andas.
Vid documenta 5 i Kassel 1972 deltog han dels med blyertsteckningar i skala 1:1 av en naken ung man och en naken ung kvinna, dels med en skulptur i glasfiberarmerad plast, vilken gjorts genom avgjutningar, vilken avbildade ett par som hade samlag. Han deltog också i documenta 7 1982.

## Verk i urval
- Couple, glasfiberarmerad plast, 1978, i Museum Ludwig
- Allegory: after Courbet, polyvinyl, 1988, i Art Gallery of Western Australia i Perth[3]